# 上総湊駅
上総湊駅（かずさみなとえき）は、千葉県富津市湊にある、東日本旅客鉄道（JR東日本）内房線の駅である。

## 歴史
- 1915年（大正4年）1月15日：鉄道院の駅として開設[1]。
- 1974年（昭和49年）10月1日：貨物取扱廃止[2]。
- 1984年（昭和59年）2月1日：荷物扱い廃止[2]。
- 1987年（昭和62年）4月1日：国鉄分割民営化に伴い、東日本旅客鉄道（JR東日本）の駅となる[1]。
- 時期不明：駅業務がJR千葉鉄道サービスへ委託される。
- 2009年（平成21年）3月14日：ICカード「Suica」の利用が可能となる[3]。東京近郊区間に組込まれる[3]。
- 2017年（平成29年）12月12日：この日限りでみどりの窓口が営業終了[4]。

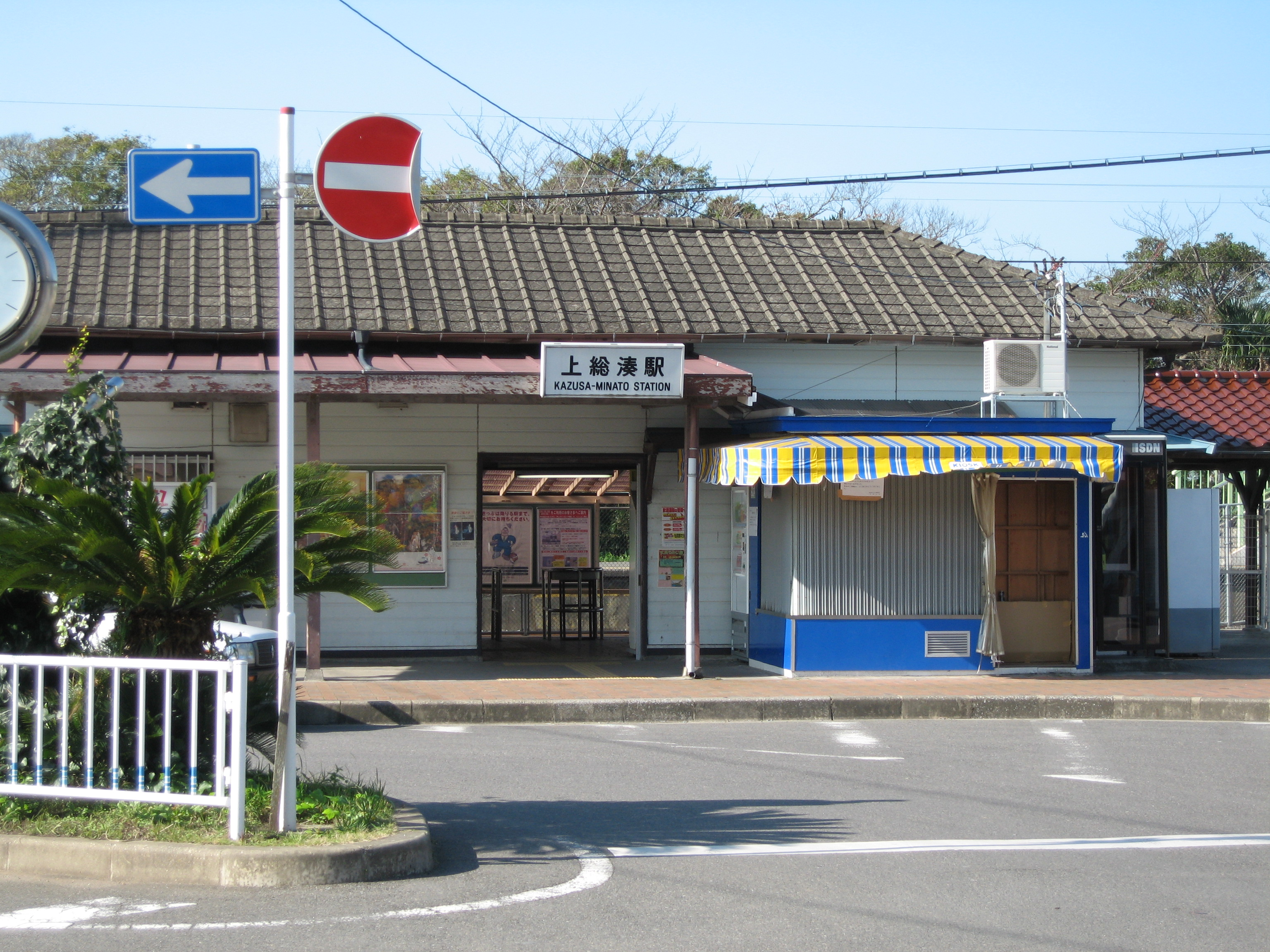
屋根塗り替え前の駅舎（2006年11月）
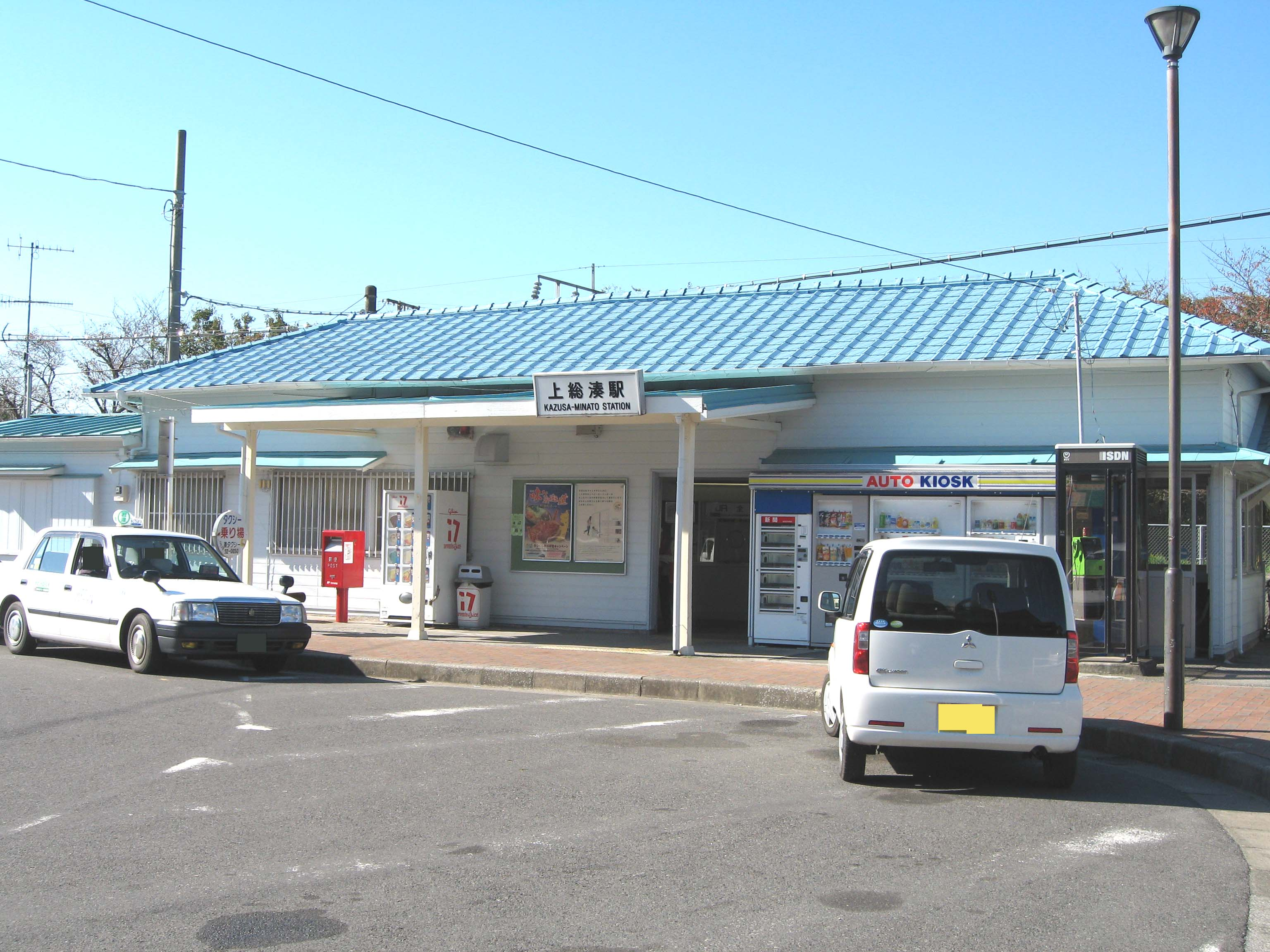
駅名看板更新前の駅舎（2007年11月）

## 駅構造
島式ホーム1面2線を有する地上駅。ホームは嵩上げされていない。木造駅舎を有する。駅舎とホームは跨線橋で連絡している。駅舎は東側にある。西側は海沿いで斜面となっている。
JR東日本ステーションサービスが駅管理を受託する業務委託駅。（木更津統括センター（君津駅）管理）みどりの窓口は2017年12月12日限りで閉鎖された。多機能券売機1台・簡易Suica改札機設置駅。トイレは男女別水洗式。

### のりば
| 番線 | 路線    | 方向 | 行先                     | 備考            |
| ---- | ------- | ---- | ------------------------ | --------------- |
| 1    | ■内房線 | 下り | 館山・千倉・安房鴨川方面 |                 |
| 2    | ■内房線 | 上り | 君津・千葉・東京方面     | 一部列車は1番線 |

（出典：JR東日本:駅構内図）
- 信号設備上、1・2番線ともに両方面からの到着及び出発が可能である。
- 上下線ともに当駅折返し普通列車が設定されている。
- ホームは11両編成まで対応する。
- 1日に1本のみ、当駅始発の京葉線快速列車が存在する。

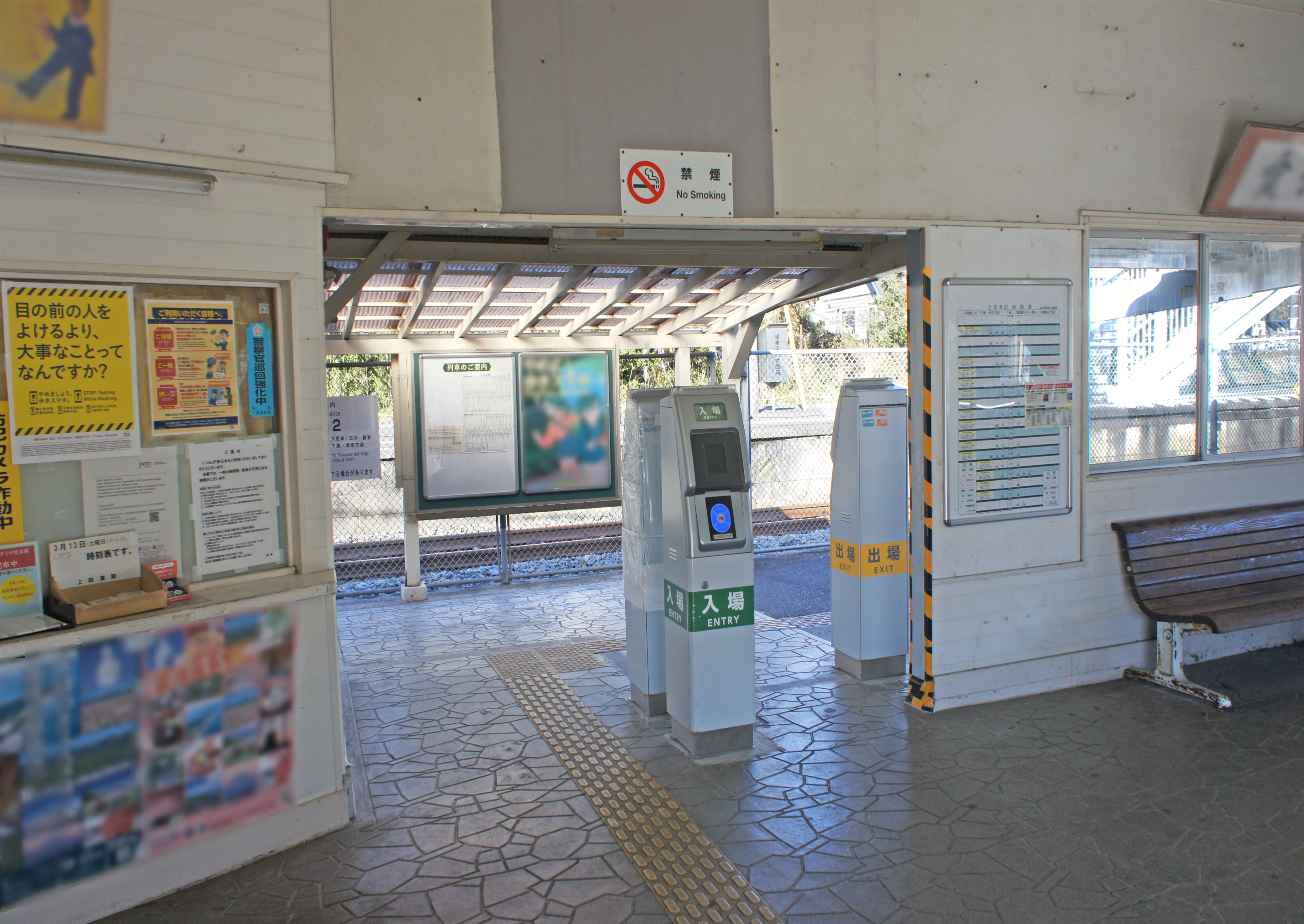
改札口（2022年2月）
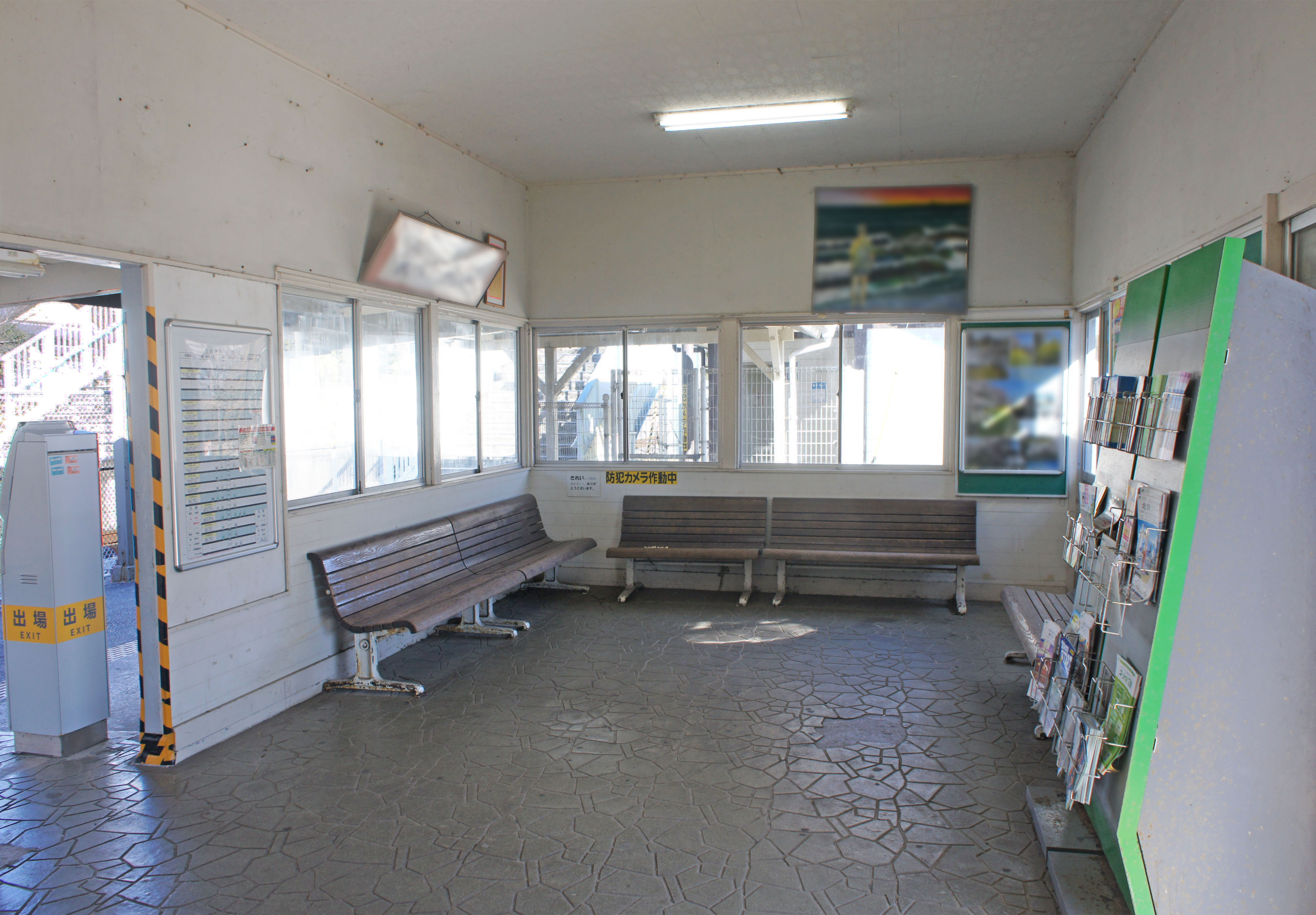
待合室（2022年2月）
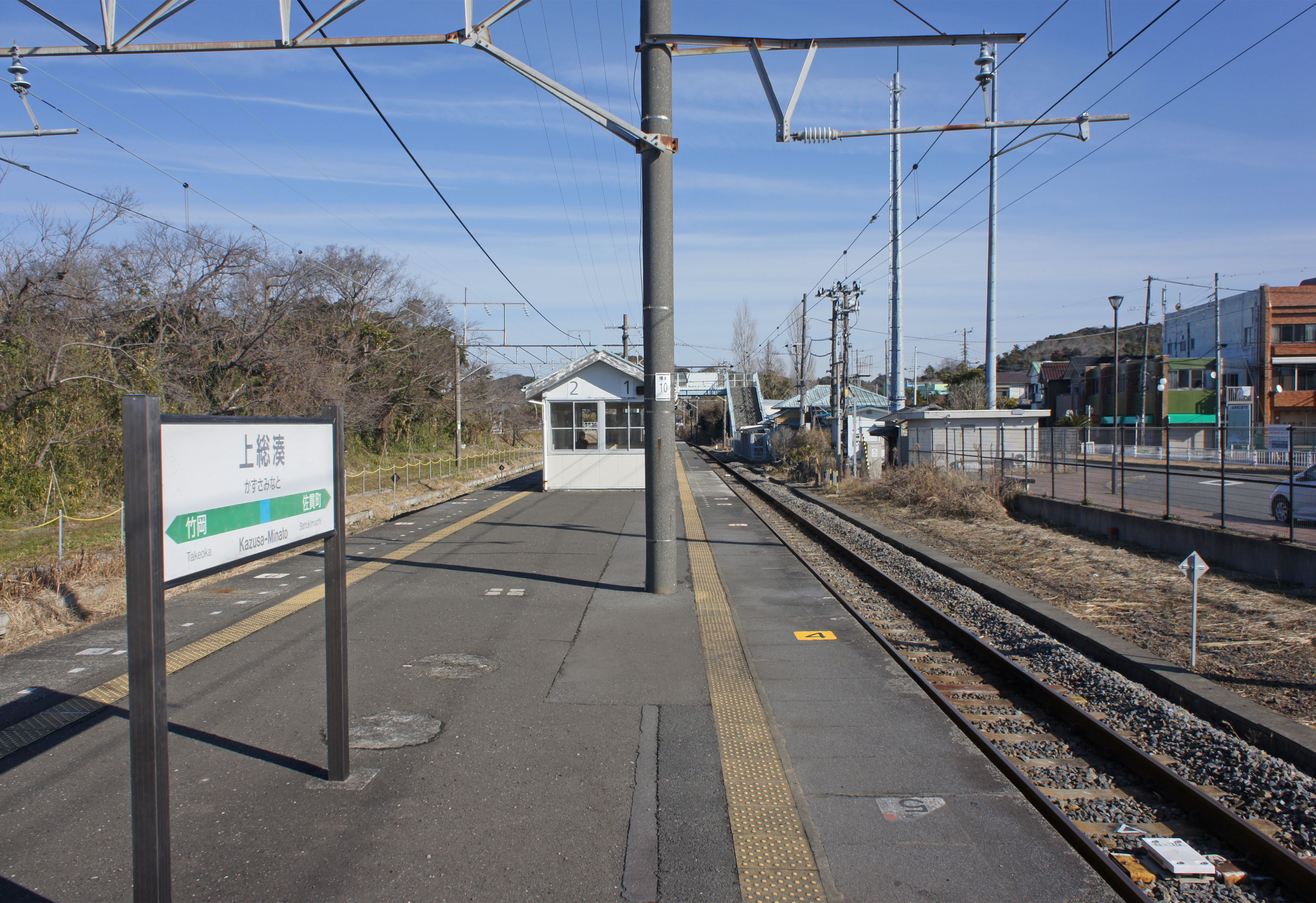
駅ホーム（2022年2月）

## 利用状況
2023年度（令和5年度）の1日平均乗車人員は445人である。
JR東日本および千葉県統計年鑑によると、1990年度（平成2年度）以降の1日平均乗車人員の推移は以下の通り。
| 年度               | 1日平均 乗車人員 | 出典     |
| ------------------ | ---------------- | -------- |
| 1990年（平成02年） | 2,466            | [ * 1 ]  |
| 1991年（平成03年） | 2,382            | [ * 2 ]  |
| 1992年（平成04年） | 2,255            | [ * 3 ]  |
| 1993年（平成05年） | 2,103            | [ * 4 ]  |
| 1994年（平成06年） | 1,991            | [ * 5 ]  |
| 1995年（平成07年） | 1,923            | [ * 6 ]  |
| 1996年（平成08年） | 1,767            | [ * 7 ]  |
| 1997年（平成09年） | 1,676            | [ * 8 ]  |
| 1998年（平成10年） | 1,596            | [ * 9 ]  |
| 1999年（平成11年） | 1,538            | [ * 10 ] |
| 2000年（平成12年） | 1,484            | [ * 11 ] |
| 2001年（平成13年） | 1,390            | [ * 12 ] |
| 2002年（平成14年） | 1,280            | [ * 13 ] |
| 2003年（平成15年） | 1,231            | [ * 14 ] |
| 2004年（平成16年） | 1,147            | [ * 15 ] |
| 2005年（平成17年） | 1,088            | [ * 16 ] |
| 2006年（平成18年） | 1,076            | [ * 17 ] |
| 2007年（平成19年） | 1,051            | [ * 18 ] |
| 2008年（平成20年） | 985              | [ * 19 ] |
| 2009年（平成21年） | 924              | [ * 20 ] |
| 2010年（平成22年） | 911              | [ * 21 ] |
| 2011年（平成23年） | 854              | [ * 22 ] |
| 2012年（平成24年） | 869              | [ * 23 ] |
| 2013年（平成25年） | 854              | [ * 24 ] |
| 2014年（平成26年） | 806              | [ * 25 ] |
| 2015年（平成27年） | 774              | [ * 26 ] |
| 2016年（平成28年） | 788              | [ * 27 ] |
| 2017年（平成29年） | 760              | [ * 28 ] |
| 2018年（平成30年） | 709              | [ * 29 ] |
| 2019年（令和元年） | 639              | [ * 30 ] |
| 2020年（令和02年） | 465              |          |
| 2021年（令和03年） | 468              |          |
| 2022年（令和04年） | 463              |          |
| 2023年（令和05年） | 445              |          |

## 駅周辺

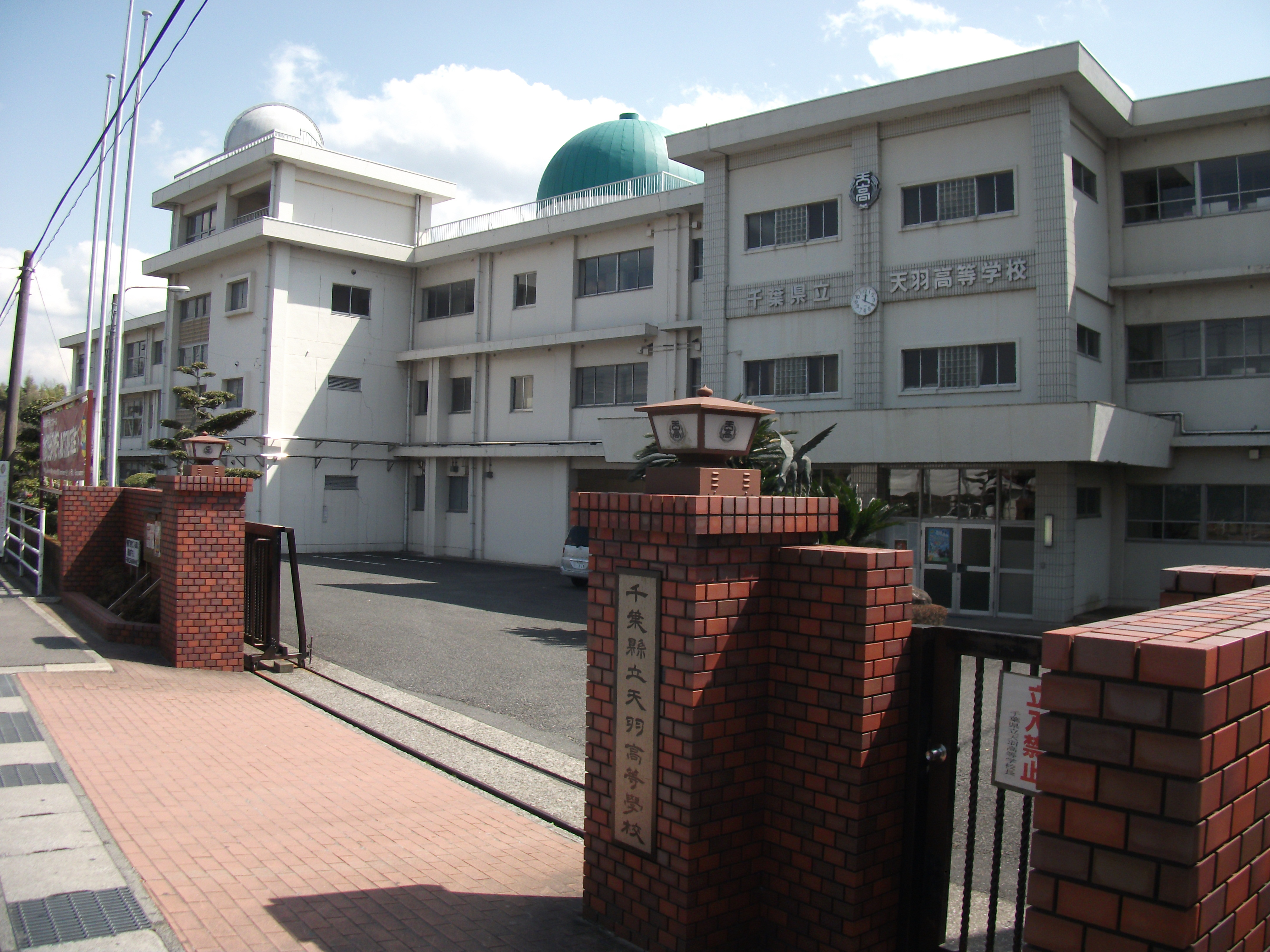
千葉県立天羽高等学校

- 館山自動車道
- 国道127号
- 国道465号
- 千葉県道93号久留里鹿野山湊線
- 千葉県道236号上総湊停車場線
- 千葉県道256号新舞子海岸線
- 富津市役所天羽行政センター
- 千葉県立天羽高等学校
- 富津市立天羽中学校
- 富津市立湊小学校
- 富津市民会館
- 湊郵便局
- 日東交通富津運輸営業所上総湊出張所
- 清水写真館
- 石渡ビル
- 上総湊海水浴場
- 神田橋親水公園
- 湊親水公園

## バス路線
一般路線バスのバス停は駅前にある日東交通上総湊出張所の構内に、高速バス「房総なのはな号」のバス停は国道127号上にある。
「房総なのはな号」はJRバスが運行しているが、高速バスの乗車券は当駅では扱っておらず、日東交通上総湊出張所の窓口で取扱っている。
房総なのはな号は一部便のみ停車する。
上総湊駅
- 日東交通
  - 湊富津・笹毛線：富津公園行
  - 竹岡線：東京湾フェリー行
  - 戸面原線：戸面原ダム行

上総湊駅前
- JRバス関東・日東交通
  - 房総なのはな号：東京駅日本橋口行

## その他
- 以前、『JTB時刻表』では当駅を「市の代表駅」として「◎」印で表記していた[注 1]が、市役所の移転に伴い大貫駅に「◎」が移動している。
- 佐貫町駅 - 当駅 - 竹岡駅間は強風の影響を受けやすく、しばしば速度規制や運転中止になる。このため佐貫町駅 - 当駅間については防風柵の設置が行われ、2012年3月21日に完成したが[5]、当駅 - 竹岡駅間、那古船形駅 - 館山駅間など他の区間で風規制になることも多く、線区全体での対策が求められている[6]。

## 隣の駅
東日本旅客鉄道（JR東日本）
■内房線
■普通（各駅停車）
佐貫町駅 - 上総湊駅 - 竹岡駅

### 記事本文